# 秦中
秦中（1409年—？），字時中，陝西鳳翔府鳳翔縣人，民籍。明朝政治人物。進士出身。

## 生平
正統三年陝西鄉試第六名。正統四年（1439年）己未科會試第六十八名，殿試登進士第三甲第二十三名。五年十二月授知县，历官河南府知府。

## 家族
曾祖父秦彥賓。祖父秦成。父亲秦允哲。